# Alpes da Grande Sassière e do Rutor
Os Alpes da Grande Sassière e do Rutor  (em italiano:  Alpi della Grande Sassière e del Rutor) é um maciço que faz parte dos Alpes Ocidentais na sua secção ds Alpes Graios e se encontra no Vale de Aosta do lado Italiano, e no departamento francês da Saboia. O ponto mais alto é a Aiguille de la Grande Sassière com 3.752 m.
O nome deste maciço deriva da agulha que é o ponto mais alto e de um outro pico chamado Testa del Rutor.
Em volta do maciço encontra-se o Colo Galisia,  o Rio Isère, o Colo da Seigne, o Val Veny, a cidade de Courmayeur,  o Rio Dora Baltea,e o Colo del Nivolet,.

## SOIUSA
A Subdivisão Orográfica Internacional Unificada do Sistema Alpino (SOIUSA) criada em 2005, dividiu os Alpes em duas grandes partes:Alpes Ocidentais e Alpes Orientais, separados pela linha formada pelo  Rio Reno - Passo de Spluga - Lago de Como - Lago de Lecco.
Os Alpes de Lanzo e da Alta Maurienne, Alpes da Vanoise e do Grande Arc, Alpes da Grande Sassière e do Rutor, Alpes do Grand Paradis, Alpes do Monte Branco, e Alpes do Beaufortain formam os Alpes Graios.

### Classificação  SOIUSA
Segundo a SOIUSA este acidente orográfico chama-se Alpes da Grande Sassière e do Rutor e é uma Sub-secção alpina  com a seguinte classificação:
- Parte = Alpes Ocidentais
- Grande sector alpino = Alpes Ocidentais-Norte
- Secção alpina = Alpes Graios
- Sub-secção alpina = Alpes da Grande Sassière e do Rutor
- Código = I/B-7.III

## Imagens

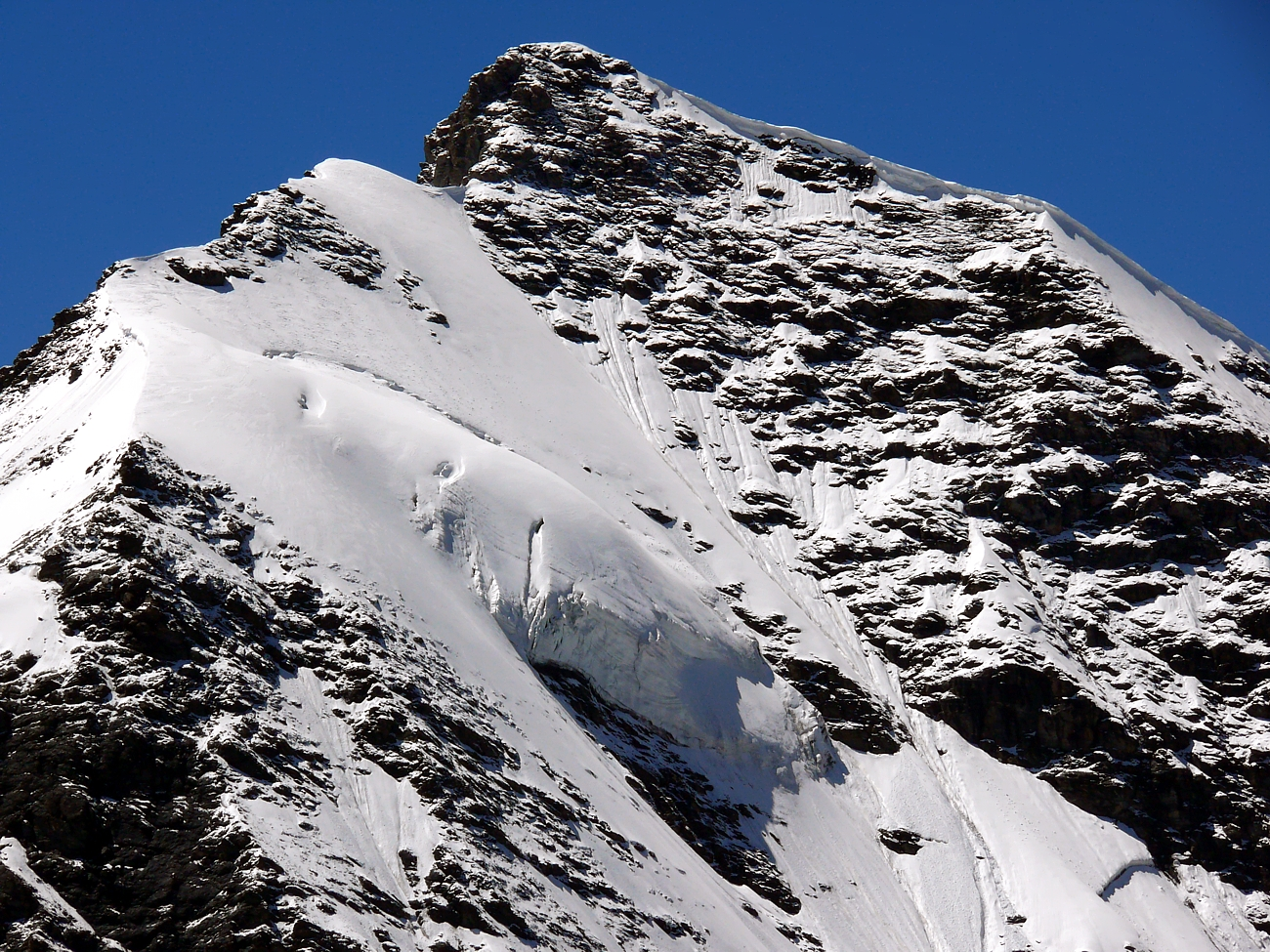
A Grande Sassière